# Oryctanthus phthirusoides
Oryctanthus phthirusoides là một loài thực vật có hoa trong họ Loranthaceae. Loài này được Rizzini mô tả khoa học đầu tiên năm 1976.